# Wilbert London
Wilbert London III (Waco, 17 de agosto de 1997) é um velocista norte-americano, campeão mundial de atletismo no revezamento 4x400 m e no revezamento 4x400 m misto. Ganhou duas medalhas de ouro no Campeonato Mundial de Atletismo de 2019, em Doha, Qatar. Também foi campeão mundial júnior (Sub-20) no 4x400 m em Bydgoszcz 2016, na Polônia.